# Thomson-Houston Electric Company

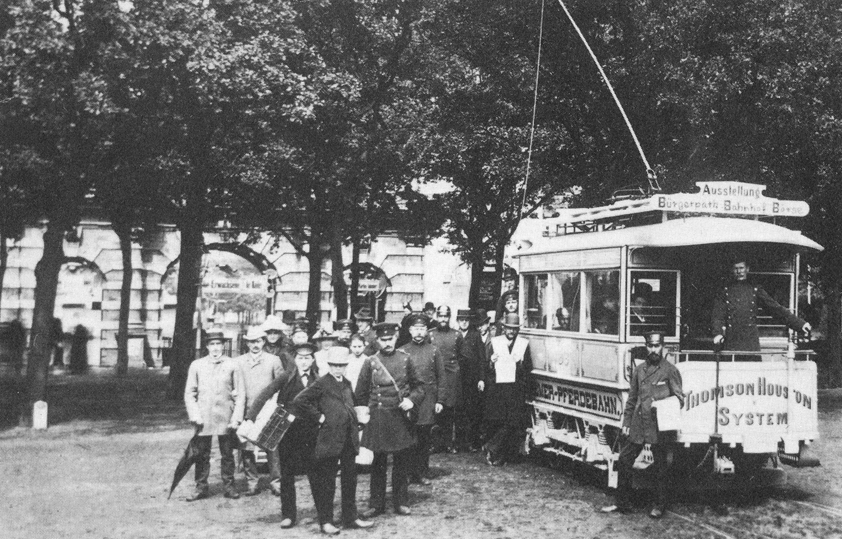
Vorführung der elektrischen Straßenbahnausrüstung von Thomson-Houston auf der Nordwestdeutschen Gewerbe- und Industrieausstellung in Bremen 1890

Die Thomson-Houston Electric Company war ein US-amerikanisches Unternehmen zur Herstellung elektrischer Anlagen und Geräte mit Sitz in Lynn (Massachusetts), 1883 gegründet und 1892 mit der Edison General Electric Company zur General Electric fusioniert.

## Entstehung und Struktur
Elihu Thomson, ein amerikanischer Lehrer und Elektroingenieur englischer Herkunft, hatte mit seinem Kollegen und früheren Lehrer Edwin J. Houston und Geldgebern aus Connecticut zunächst die American Electric Company gegründet. Als Thomson und Houston 1882 die Firma zum Kauf anboten, sah der Papierwarenhändler Silas Barton die Chance, das elektrische Licht kommerziell zu nutzen. Als Referenzobjekt wollte er den Veterans Club in Lynn mit elektrischer Beleuchtung ausstatten und lud dazu ein paar Schuhfabrikanten aus Lynn zur Gründung der Thomson-Houston Electric Company ein. 1883 kaufte diese Investorengesellschaft die American Electric Company und verlegte den Sitz nach Lynn in Massachusetts.
Leiter und finanzieller Kopf der Thomson-Houston Electric Company war Charles A. Coffin. Für die Produktion war  Edwin W. Rice verantwortlich. Elihu Thomson leitete das Entwicklungsbüro. Als 1891 Charles P. Steinmetz im Forschungslabor der Eickemeyer & Osterheld Manufacturing Company seine magnetischen Hysterese-Gesetze entwickelt hatte, veranlasste Edwin W. Rice 1892 den Kauf von Eickemeyers Firma, um Steinmetz zu bekommen. Nachdem sich 1892 die Thomson-Houston Electric Company mit der Edison General Electric Company zur General Electric Company (GE) mit Stammsitz in Schenectady (New York) vereinigt hatten, fusionierte diese neu gegründete Gesellschaft 1893 unter Beibehaltung des Namens mit der Eickemeyer & Osterheld Manufacturing Company. Chef von GE wurde Charles A. Coffin, der das Unternehmen die ersten 20 Jahre führte. Das Thomson-Houston-Hauptwerk in Lynn ist ebenso noch heute in Betrieb wie Edisons Hauptproduktionsstätte in Schenectady.

## Gleichnamige Ableger der General Electric
Nach der Fusion zu General Electric gründete diese in Großbritannien die Tochtergesellschaft British Thomson-Houston (BTH) und in Frankreich eine Schwestergesellschaft namens Compagnie Francaise Thomson-Houston (CFTH), ihrerseits Mutter der Technicolor-Gesellschaft, deren Namen sie im Jahr 2010 als Konzern übernahm.

## Leistungen
Elihu Thomson trug mit über 700 patentierten Neuerungen zur Entwicklung der Elektrotechnik bei.
Die 1888 von Frank Julian Sprague verwirklichte Energieversorgung für elektrische Bahnen wurde 1889 von Thomson-Houston verbessert, und diese Version führte international zu Erfolg des elektrischen Antriebs. Übernommen wurde sie unter anderem von der UEG, die später in der AEG aufging.